# Newsteadia topali
Newsteadia topali är en insektsart som beskrevs av Ferenc Kozár och Konczné Benedicty 1999. Newsteadia topali ingår i släktet Newsteadia och familjen vaxsköldlöss. Inga underarter finns listade i Catalogue of Life.